# Applet Java

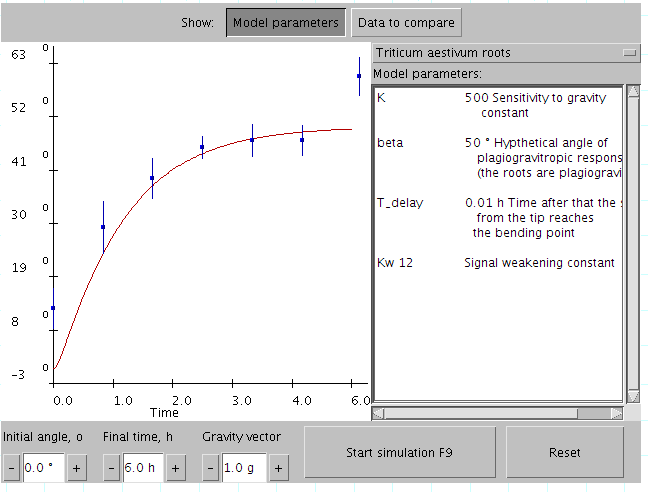
Một applet Java với chức năng như một tài liệu biểu diễn bổ sung cho một ấn phẩm khoa học.

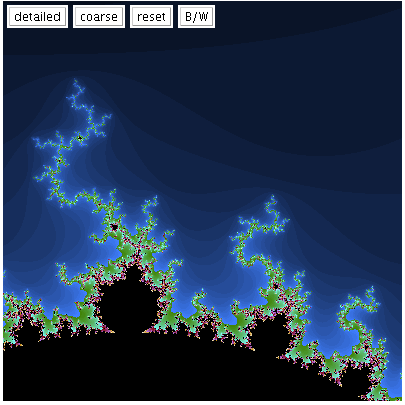
Sử dụng một applet Java để tính toán–hình dung chuyên sâu về tập hợp Mandelbrot.

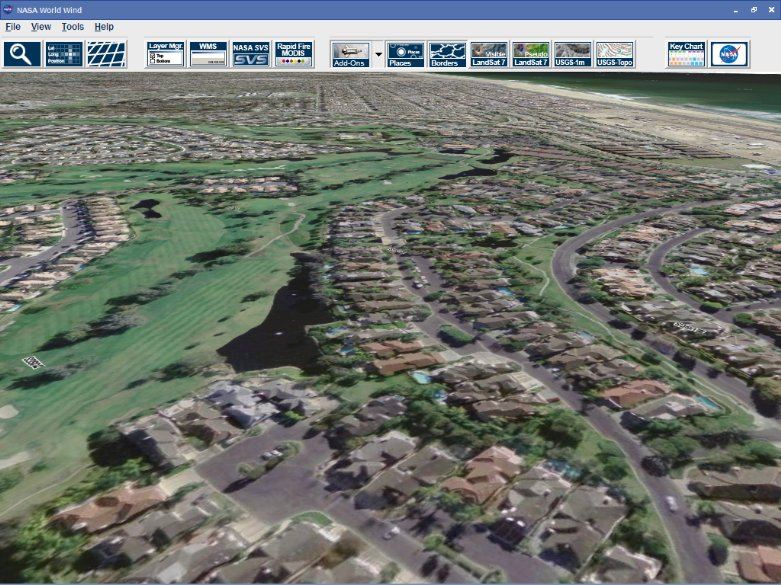
NASA World Wind (mã nguồn mở) là một applet thế hệ thứ hai sử dụng OpenGL và tải xuống dữ liệu theo yêu cầu để cung cấp bản đồ 3D chi tiết về thế giới.

Một applet Java là một applet (các ứng dụng nhỏ thực hiện các tác vụ cụ thể chạy trong phạm vi của một công cụ tiện ích (widget engine) chuyên dụng hoặc một chương trình lớn hơn) được viết bằng ngôn ngữ lập trình Java hoặc một ngôn ngữ lập trình khác biên dịch sang bytecode (hay mã byte) Java, và được gửi đến người dùng dưới dạng bytecode Java.
Vào thời điểm ra mắt, mục đích sử dụng dự kiến của các applet là để người dùng khởi chạy applet từ một trang web, sau đó applet sẽ được thực thi trong một máy ảo Java (JVM) trong một tiến trình tách biệt với chính trình duyệt web. Một applet Java có thể xuất hiện trong một khung của trang web, một cửa sổ ứng dụng mới, một chương trình tới từ Sun Microsystems gọi là appletviewer, hoặc một công cụ độc lập để thử nghiệm applet.
Applet không còn được hỗ trợ sau Java 9 (2017).